# Doppelender

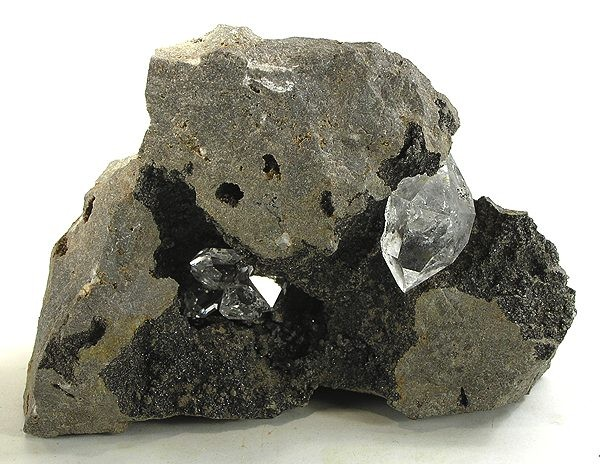
Einige Quarz-Doppelender „Herkimer Diamanten“, noch teilweise vom Muttergestein umschlossen

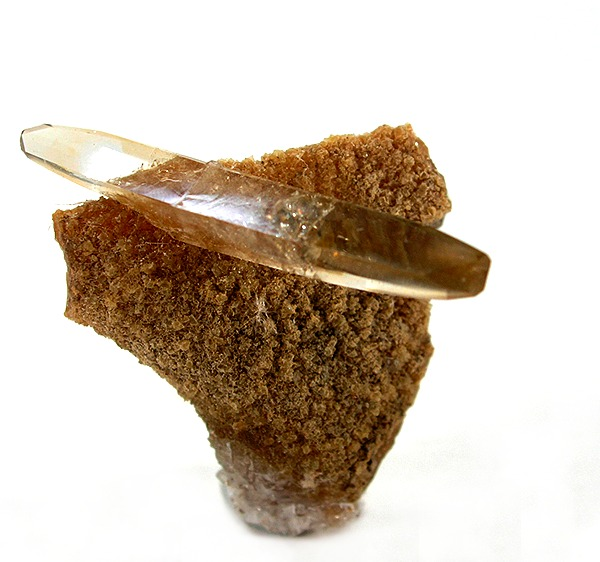
Baryt-Doppelender auf einer Grundmasse aus mikrokristallinem Calcit angewachsen

Als Doppelender oder auch doppelendig werden Kristalle bezeichnet, bei denen beide Kristallenden vollständig ausgebildet sind, das heißt, sie dürfen an den Enden weder irgendwo angewachsen noch abgebrochen sein.
Doppelender entstehen meist freischwebend im Muttergestein, können aber auch mit der Längsseite an andere Kristalle angewachsen sein.
Bei Mineralen sind vor allem doppelendige Calcit- und Quarzkristalle bekannt. Eine wertvolle Sonderform des Quarz-Doppelenders ist der so genannte „Herkimer Diamant“.